# جان هاچ (بازیکن بسکتبال، زاده ۱۹۶۲)
جان هاچ (انگلیسی: John Hatch؛ زادهٔ ۲۳ فوریهٔ ۱۹۶۲) بازیکن بسکتبال اهل کانادا بود. وی در بازی‌های المپیک تابستانی ۱۹۸۴ و ۱۹۸۸ شرکت کرده‌است. 